# Kasten bei Böheimkirchen
Kasten bei Böheimkirchen ist eine Gemeinde mit 1441 Einwohnern (Stand 1. Jänner 2025) im Bezirk St. Pölten in Niederösterreich.

## Geografie
Kasten bei Böheimkirchen liegt im Wienerwald in Niederösterreich. Die Fläche der Gemeinde umfasst 20,51 Quadratkilometer. 38,34 Prozent der Fläche sind bewaldet.

### Gemeindegliederung
Das Gemeindegebiet umfasst folgende 17 Ortschaften (in Klammern Einwohnerzahl Stand 1. Jänner 2025):
- Baumgarten bei Kasten (70)
- Berg (23)
- Braunsberg (2)
- Damberg (11)
- Dörfl bei Kasten (78)
- Fahrafeld (224)
- Gwörth (21)
- Hummelberg bei Kasten (10)
- Kasten bei Böheimkirchen (480)
- Kirchsteig (30)
- Kronberg (18)
- Lanzendorf bei Kasten (44)
- Lielach (13)
- Mitterfeld (251)
- Stallbach (78)
- Steinabruck (88)
- Wallenreith (0)

### Nachbargemeinden
| Böheimkirchen |                                             | Kirchstetten |
| Pyhra         | Kompassrose, die auf Nachbargemeinden zeigt |              |
| Michelbach    |                                             | Stössing     |

## Geschichte
Im Altertum war das Gebiet Teil der Provinz Noricum.
Kasten wird urkundlich erstmals im Jahr 1157 in Dokumenten des Bistums Passau erwähnt. Etwa zwanzig Jahre später, im Jahr 1180 wird die Katastralgemeinde Fahrafeld erstmals in einer Urkunde erwähnt. 1265 wurde die Kirche zur Pfarrkirche erhoben. Otto von Walde verkaufte das „Feste Haus“, den heutigen Pfarrhof neben der Kirche, 1366 an das Stift St. Pölten. Dieses wurde 1683 im Zuge der Zweiten Wiener Türkenbelagerung zerstört und nachher langsam wieder aufgebaut. Ab 1729 gibt es Schulunterricht in Kasten. Im Rahmen des Dritten Koalitionskrieges fielen die Franzosen unter Napoleon 1805 und im Rahmen des Vierten Koalitionskriegs 1809 in Kasten ein. Ab 1871 gab es in Kasten ein „Postamt mit Fahrpost“, zwei Jahre später wurde die Freiwillige Feuerwehr gegründet.
1910 errichtete der Fonds der Wiener Kaufmannschaft ein Erholungsheim in Dörfl. Während des Ersten Weltkrieges fielen 46 Bewohner auf den Schlachtfeldern. Mit dem Jahr 1922 war die Gemeinde Kasten an das elektrische Stromnetz angeschlossen.
Mit der Zusammenlegung mit der Gemeinde Stössing ab 1. Jänner 1972 wurde Kasten zur Großgemeinde. 1975 wurde der Gemeinde das Gemeindewappen verliehen. 1988 wurde Stössing wieder selbstständig.

### Einwohnerentwicklung
| Kasten bei Böheimkirchen: Einwohnerzahlen von 1869 bis 2025 | Kasten bei Böheimkirchen: Einwohnerzahlen von 1869 bis 2025 | Kasten bei Böheimkirchen: Einwohnerzahlen von 1869 bis 2025 | Kasten bei Böheimkirchen: Einwohnerzahlen von 1869 bis 2025 | Kasten bei Böheimkirchen: Einwohnerzahlen von 1869 bis 2025 |
| ----------------------------------------------------------- | ----------------------------------------------------------- | ----------------------------------------------------------- | ----------------------------------------------------------- | ----------------------------------------------------------- |
| Jahr                                                        |                                                             |                                                             |                                                             | Einwohner                                                   |
| 1869                                                        | 1869                                                        |                                                             | 986                                                         | 986                                                         |
| 1880                                                        | 1880                                                        |                                                             | 1.149                                                       | 1.149                                                       |
| 1890                                                        | 1890                                                        |                                                             | 1.084                                                       | 1.084                                                       |
| 1900                                                        | 1900                                                        |                                                             | 995                                                         | 995                                                         |
| 1910                                                        | 1910                                                        |                                                             | 1.094                                                       | 1.094                                                       |
| 1923                                                        | 1923                                                        |                                                             | 1.078                                                       | 1.078                                                       |
| 1934                                                        | 1934                                                        |                                                             | 1.062                                                       | 1.062                                                       |
| 1939                                                        | 1939                                                        |                                                             | 980                                                         | 980                                                         |
| 1951                                                        | 1951                                                        |                                                             | 1.002                                                       | 1.002                                                       |
| 1961                                                        | 1961                                                        |                                                             | 965                                                         | 965                                                         |
| 1971                                                        | 1971                                                        |                                                             | 1.003                                                       | 1.003                                                       |
| 1981                                                        | 1981                                                        |                                                             | 928                                                         | 928                                                         |
| 1991                                                        | 1991                                                        |                                                             | 1.121                                                       | 1.121                                                       |
| 2001                                                        | 2001                                                        |                                                             | 1.237                                                       | 1.237                                                       |
| 2011                                                        | 2011                                                        |                                                             | 1.321                                                       | 1.321                                                       |
| 2021                                                        | 2021                                                        |                                                             | 1.399                                                       | 1.399                                                       |
| 2025                                                        | 2025                                                        |                                                             | 1.441                                                       | 1.441                                                       |
| Quelle(n): Statistik Austria, Gebietsstand 1.1.2021         |                                                             |                                                             |                                                             |                                                             |

## Kultur und Sehenswürdigkeiten

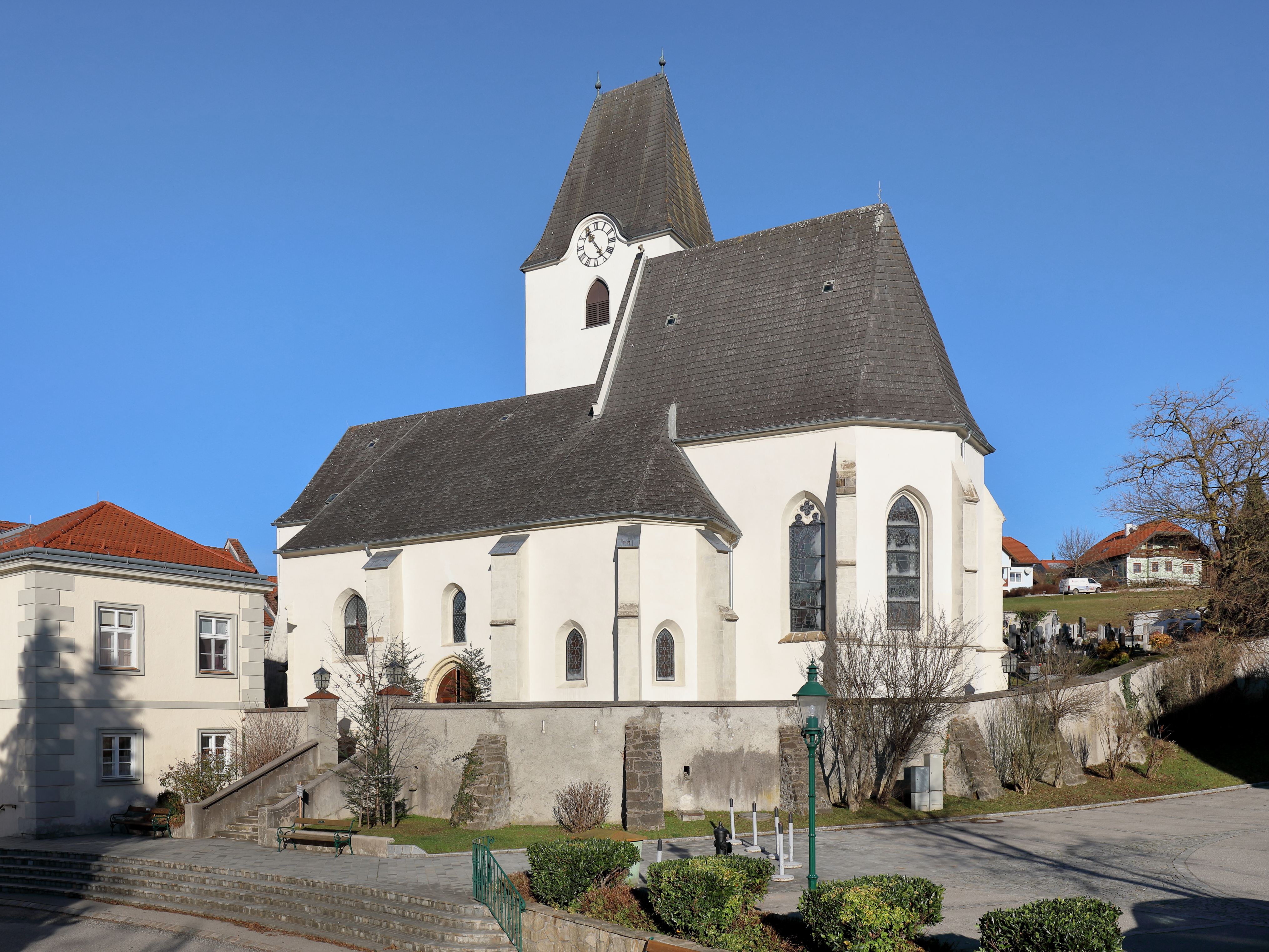
Pfarrkirche Kasten bei Böheimkirchen

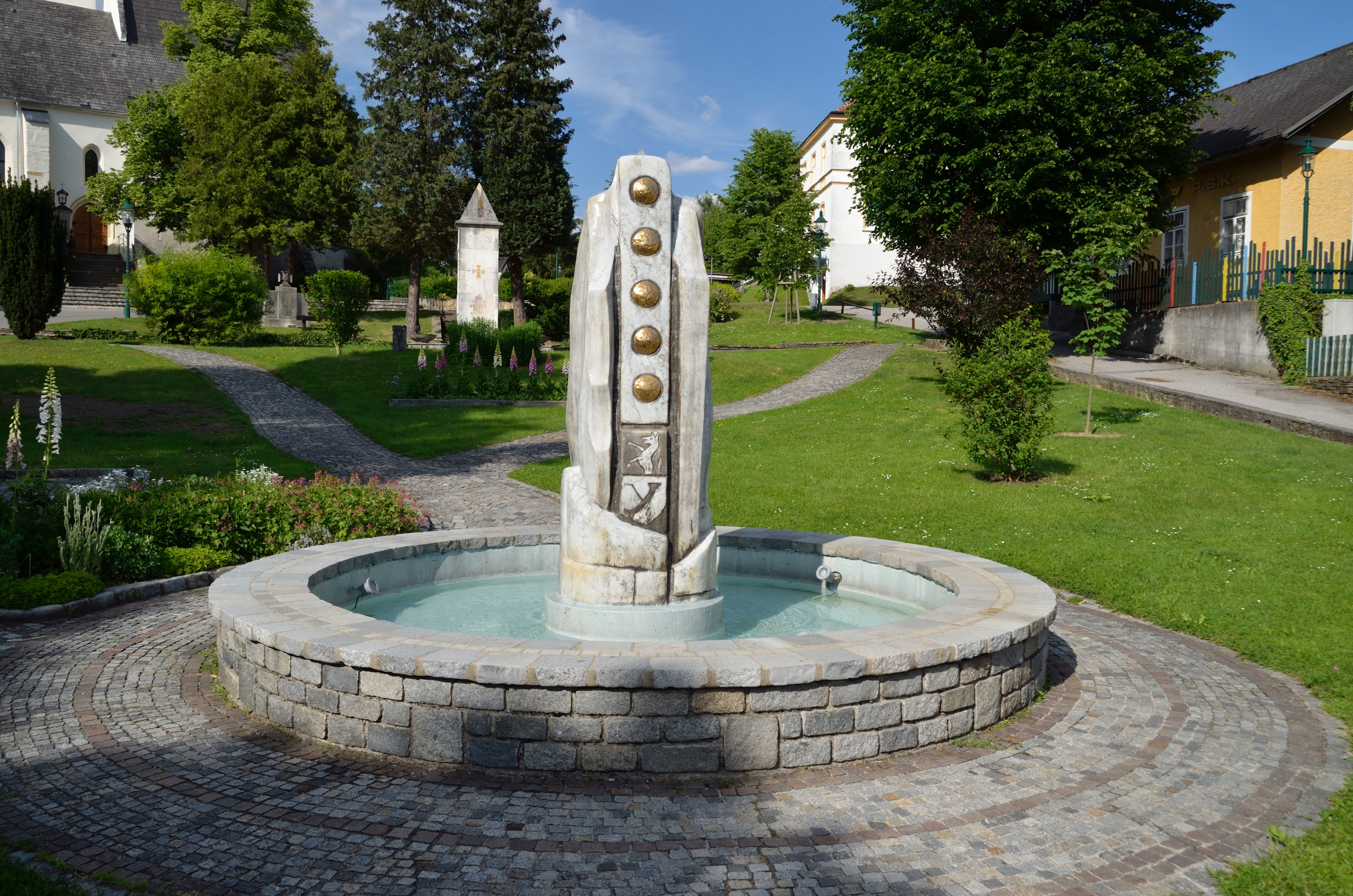
Brunnen von Robert Herfert

- Katholische Pfarrkirche Kasten bei Böheimkirchen hl. Mauritius: Die Kirchenanlage wurde im 15. Jahrhundert durch Erhöhung des Kirchturmes und Errichtung einer Umfassungsmauer mit Schießscharten zur Wehrkirche umgebaut. Das Innere der Kirche ist im neogotischen Stil gehalten. Das Hochaltarbild von 1693 sowie einige andere Gemälde und Skulpturen sind die Reste der ehemaligen barocken Einrichtung. Über dem Langhaus ist barockes Kreuztonnengewölbe. Der Nordturm ist mächtig gebaut.[3]
- Pfarrhof mit Schüttkasten: Das ehemalige „Feste Haus“ war im 12. Jahrhundert der Adelssitz des Udalschalk von Kasten. Im Jahr 1366 wurde es an das Stift St. Pölten verkauft und diente als Sommerresidenz der St. Pöltner Pröpste. Das Gebäude wurde 1683 von den Türken zerstört und später wieder aufgebaut. Heute wird es als Pfarrhof genutzt. Neben der Wehrkirche steht ein mächtiger Schüttkasten, der vermutlich der Namensgeber der Gemeinde ist.[3]
- Kriegerdenkmal am Hauptplatz, Rechtecksäule mit Pyramidenaufsatz (1925)[4]
- Kriegerdenkmal mit reliefierter Pietà (um 1950)[4]
- Brunnen des Künstlers Robert Herfert (1993)[4]

### Naturdenkmäler
- Die Gemeinde Kasten liegt im Biosphärenpark Wienerwald. Auf dem Gemeindegebiet stehen zwei Bäume, eine Linde (Listeneintrag) sowie eine Eibe (Listeneintrag), unter Naturschutz.[5]

### Vereine
- Die Freiwillige Feuerwehr Kasten ist, neben der Pfarre Kasten, die älteste Institution in der Gemeinde. Die Feuerwehr wurde 1873 gegründet und zeichnet seit damals für die Sicherheit der Gemeindeeinwohner verantwortlich.
- Der Tennisclub Kasten mit einer 4-Platz Tennisanlage
- Kultur und Theaterverein Kasten
- Musikveranstaltungsverein Klangkasten[6]
- Theaterverein Fahrafeld
- Fußballclub Kasten
- Laienspiele Kasten
- Sandkasten (Volleyball Verein)

## Wirtschaft und Infrastruktur
Nichtlandwirtschaftliche Arbeitsstätten gab es im Jahr 2001 36, land- und forstwirtschaftliche Betriebe nach der Erhebung 1999 72. Die Zahl der Erwerbstätigen am Wohnort betrug nach der Volkszählung 2001 585. Die Erwerbsquote lag 2001 bei 48,42 Prozent.

### Öffentliche Einrichtungen
In Kasten befindet sich ein Kindergarten und eine Volksschule.

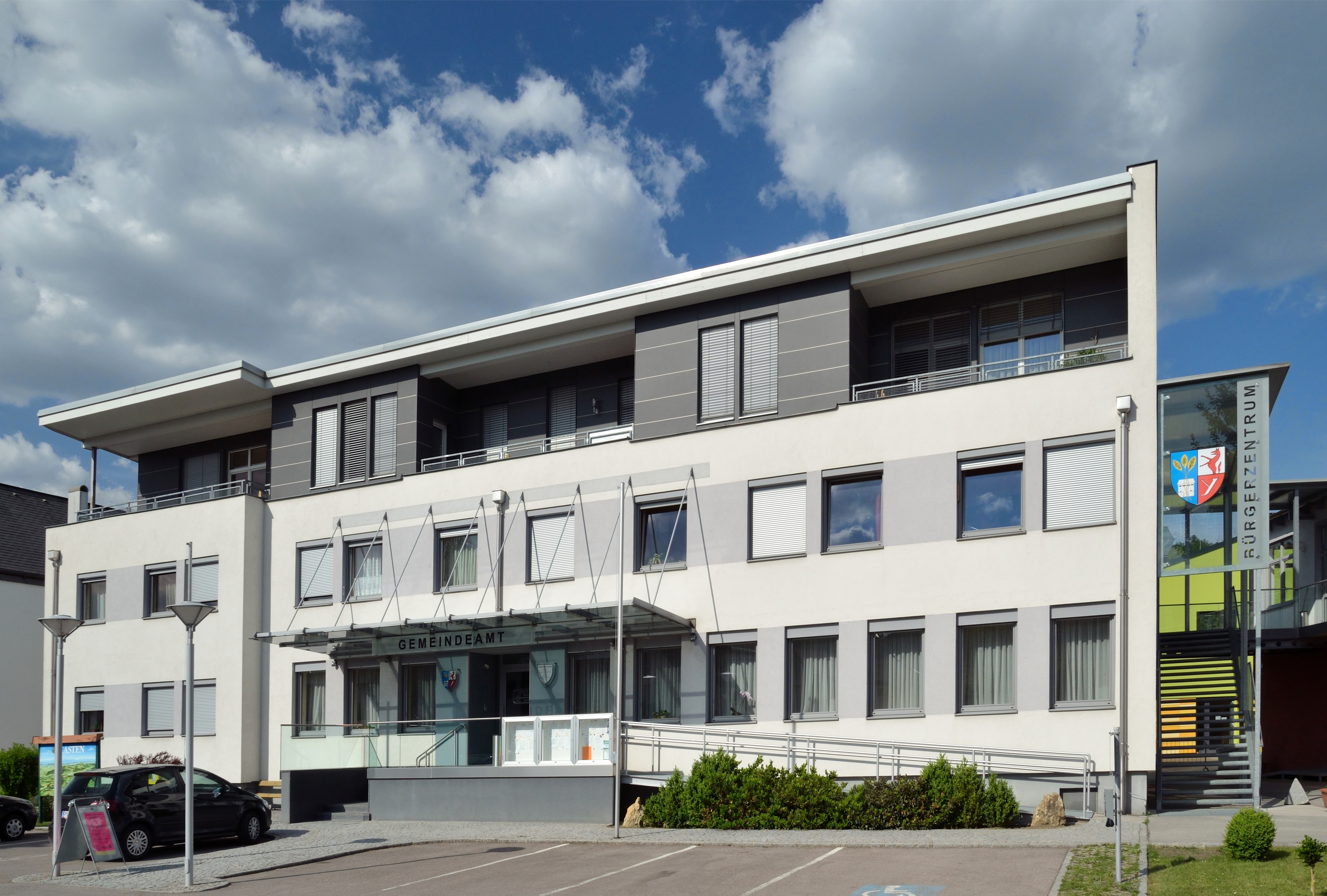
Gemeindeamt

## Politik
Im Gemeinderat gibt es nach der Gemeinderatswahl 2025 bei insgesamt 19 Sitzen folgende Mandatsverteilung:
Initiative Kasten 11, ÖVP 6, SPÖ 2, andere keine Sitze. Die Initiative Kasten (INKA) wurde 2009 gegründet.  
Bürgermeister der Gemeinde ist Anton Helm.

### Wappen
Das Gemeindewappen besteht aus dem Zehentkasten, der der Gemeinde den Namen gibt, dem roten Wolf der Herren von Wald und das Y für die Klosterherrschaft des Stiftes St. Pölten. Dieses Y wurde abgeleitet von YPPOLYTUS, was dem heutigen „St. Pölten“ entspricht. Es war das Zeichen der Augustiner Chorherrn von St. Pölten. Die Ähren über dem Zehentkasten weisen auf den Haupterwerbszweig der Bürger von Kasten, die Landwirtschaft hin.

## Persönlichkeiten
- Josef Heinz (1884–1971), Landwirt und Politiker, Abgeordneter zum Landtag von Niederösterreich, wurde in Stallbach geboren
- Elisabeth Karlinsky (1904–1994), österreichisch-dänische Malerin und Kunstgewerblerin, wurde in Kasten geboren
- Marianne Fieglhuber-Gutscher (1886–1978), österreichische Malerin, zeitweise wohnhaft und künstlerisch tätig in Kasten.